# Racine (ligne bleue du métro de Chicago)
Pour les articles homonymes, voir Racine.
Ne doit pas être confondu avec Racine (ligne verte du métro de Chicago).
Racine  est une station de la ligne bleue du métro de Chicago située sur la Congress Branch dans la médiane de l’autoroute Eisenhower au sud-ouest du Loop. La station se trouve dans le quartier de Near West Side à proximité de l'UIC Pavilion.

## Description

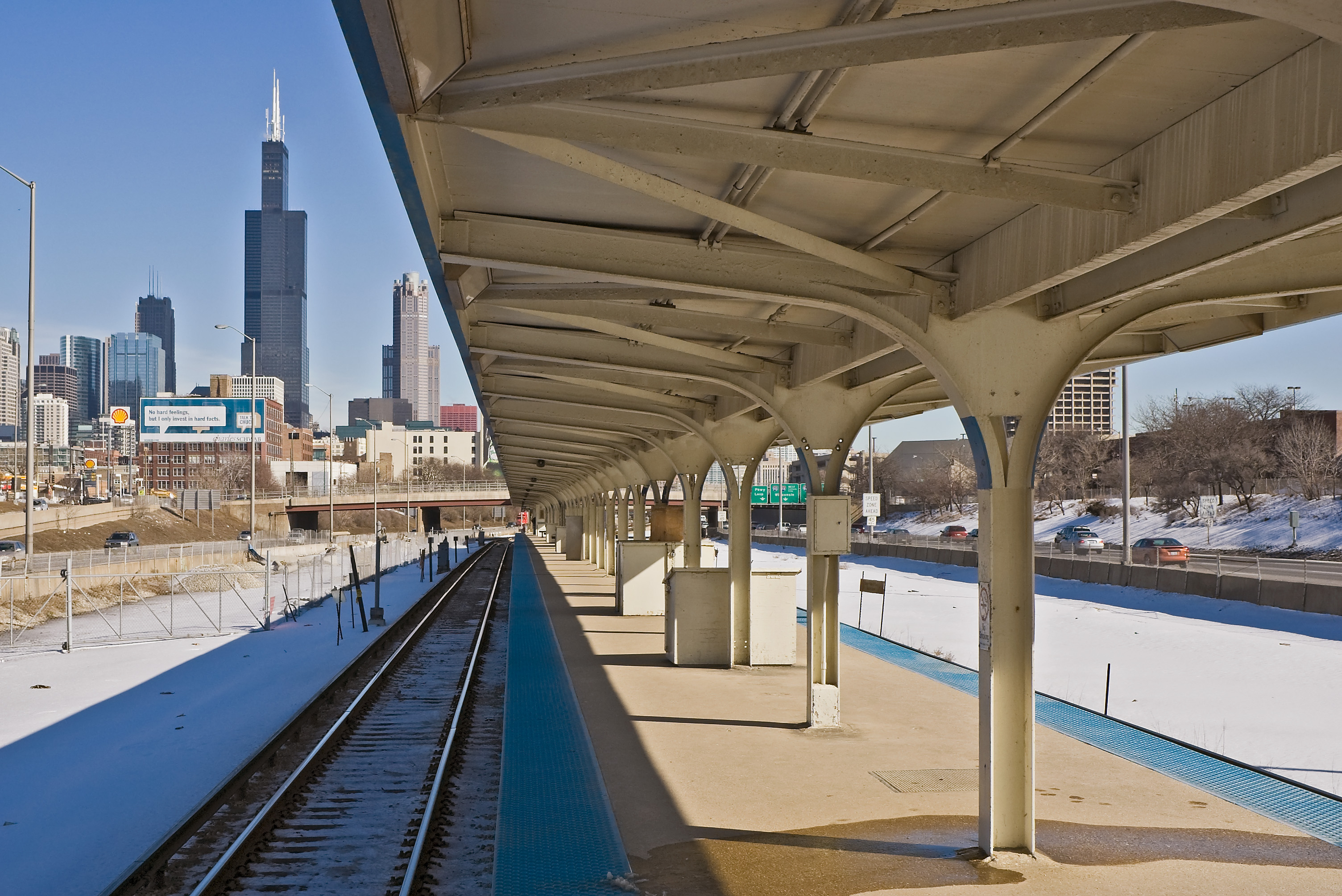
Vue sur la Willis Tower depuis la station Racine.

Avant 2006 et l'ouverture de la ligne rose, c'est après la station Racine que les rames de la ligne bleue se séparaient soit vers Forest Park soit vers 54th/Cermak. 
Ouverte en 1958, son origine remonte à l’ancienne ligne de Garfield Park.
Sa conception est identique aux autres stations de l’autoroute Eisenhower ouvertes en 1958, elle est composée d’un quai central et de deux entrées et sorties à chaque extrémité, une sur Racine Avenue et la seconde sur Loomis Street. 
En février 1973, dans le cadre de la réduction des coûts de la Chicago Transit Authority, l’entrée de Loomis Street fut fermée avant de rouvrir en 1977 entre 14 h 15 et 16 h 40 afin de desservir une école tout près. 
Cette décision fut de courte durée puisqu’en 1981, elle fut à nouveau fermée.  En 1988, l’indécision de la Chicago Transit Authority s'est poursuivie, avec sa réouverture entre 14 h 15 et 18 h, du lundi au vendredi seulement. 
En 2000, après la rénovation complète de la station, il fut finalement décidé de l’ouvrir en permanence mais sans présence d’un agent de contrôle. 
Racine est ouverte 24h/24, 7J/7 et 636 239 passagers y ont transité en 2008.

## Correspondances avec le bus
Avec les bus de la Chicago Transit Authority :
- #7 Harrison
- #60 Blue Island/26th (Owl Service)

Avec les Bus Pace :
- #755 Plainfield-IMD Express

## Dessertes
| Nord/Ouest                                 |  |             |  | Sud/Est                 |
| ------------------------------------------ |  | ----------- |  | ----------------------- |
| Illinois Medical District vers Forest Park |  | ligne bleue |  | UIC-Halsted vers O'Hare |
| modifier sur Wikidata                      |  |             |  |                         |